# 米格爾·奧布雷根·利扎諾國家圖書館
米格爾·奧布雷根·利扎諾國家圖書館（西班牙語：Biblioteca Nacional "Miguel Obregón Lizano"）是哥斯大黎加的國家圖書館，位於首都聖荷西。創建於1888年，取代1885年關閉的聖托馬斯大學的藏書。
1961年，為了紀念國家圖書館的創辦人米格爾·奧布雷根·利扎諾誕辰一百週年，更為現名以表彰其貢獻。